# Greencastle (Irland)
Greencastle (irisch An Caisleán Nua) ist eine Kleinstadt (Town) im County Donegal im Nordwesten der Republik Irland. Die Einwohnerzahl von Greencastle wurde bei der Volkszählung 2022 mit 1268 Personen ermittelt.

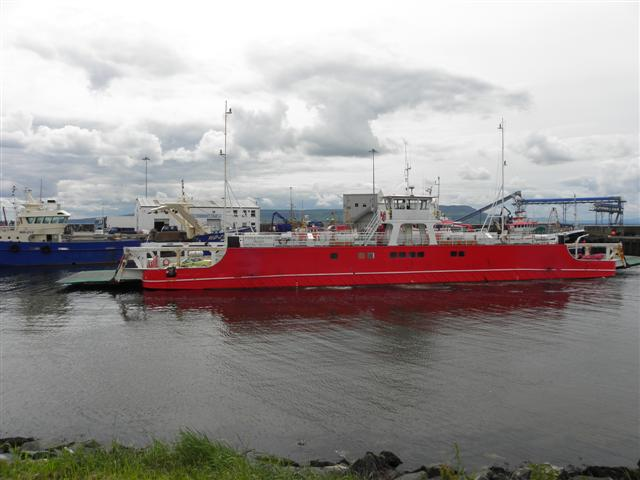
Fähre nach Magilligan

## Geografie
Greencastle liegt etwa 30 Kilometer nordöstlich von Derry am Lough Foyle im Nordosten der Grafschaft Donegal. Im Sommer besteht eine Fährverbindung nach Magilligan in Nordirland. Durch die Ortschaft führt die R241 von Moville kommend zum Inishowen Lighthouse.

## Geschichte
Die Geschichte des Ortes ist verbunden mit der des Northburgh Castle (auch: Green Castle oder Greencastle Castle). Angelegt wurde Northburgh Castle um 1305 durch die Normannen. Nahe der Burg wurde um 1800 ein sog. Martello-Tower oder Martello-Fort zur Abwehr von Napoleons Flotte errichtet.
1813 entstand dann der erste akzeptable Anleger in Greencastle.

## Sehenswürdigkeiten
- Northburgh Castle
- Martello-Fort
- Marienkirche in Ballybrack
- Maritimmuseum von Inishowen

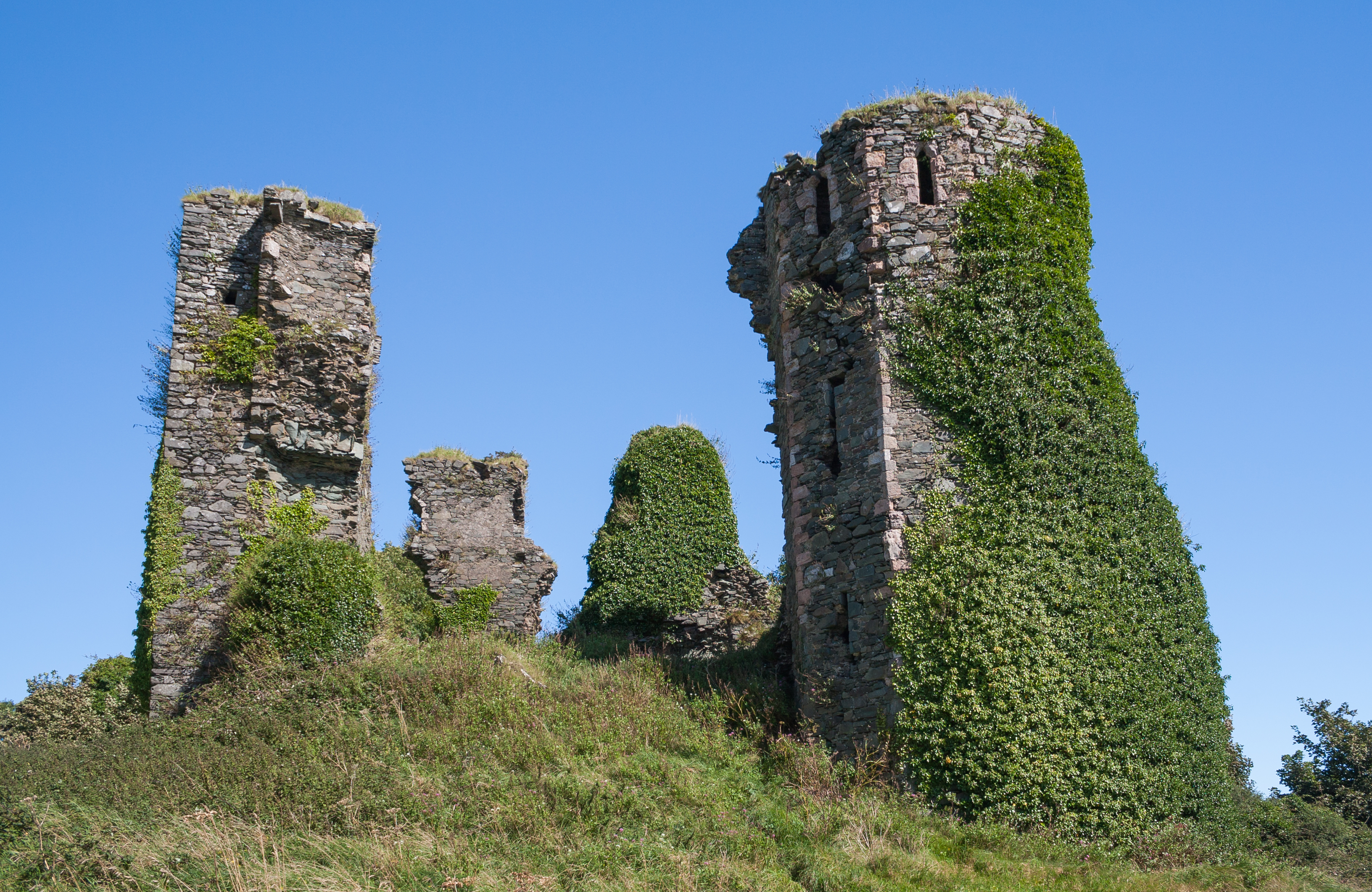
Reste von Northburgh Castle
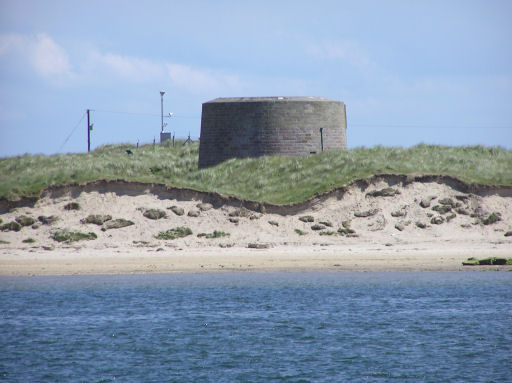
Martello-Turm
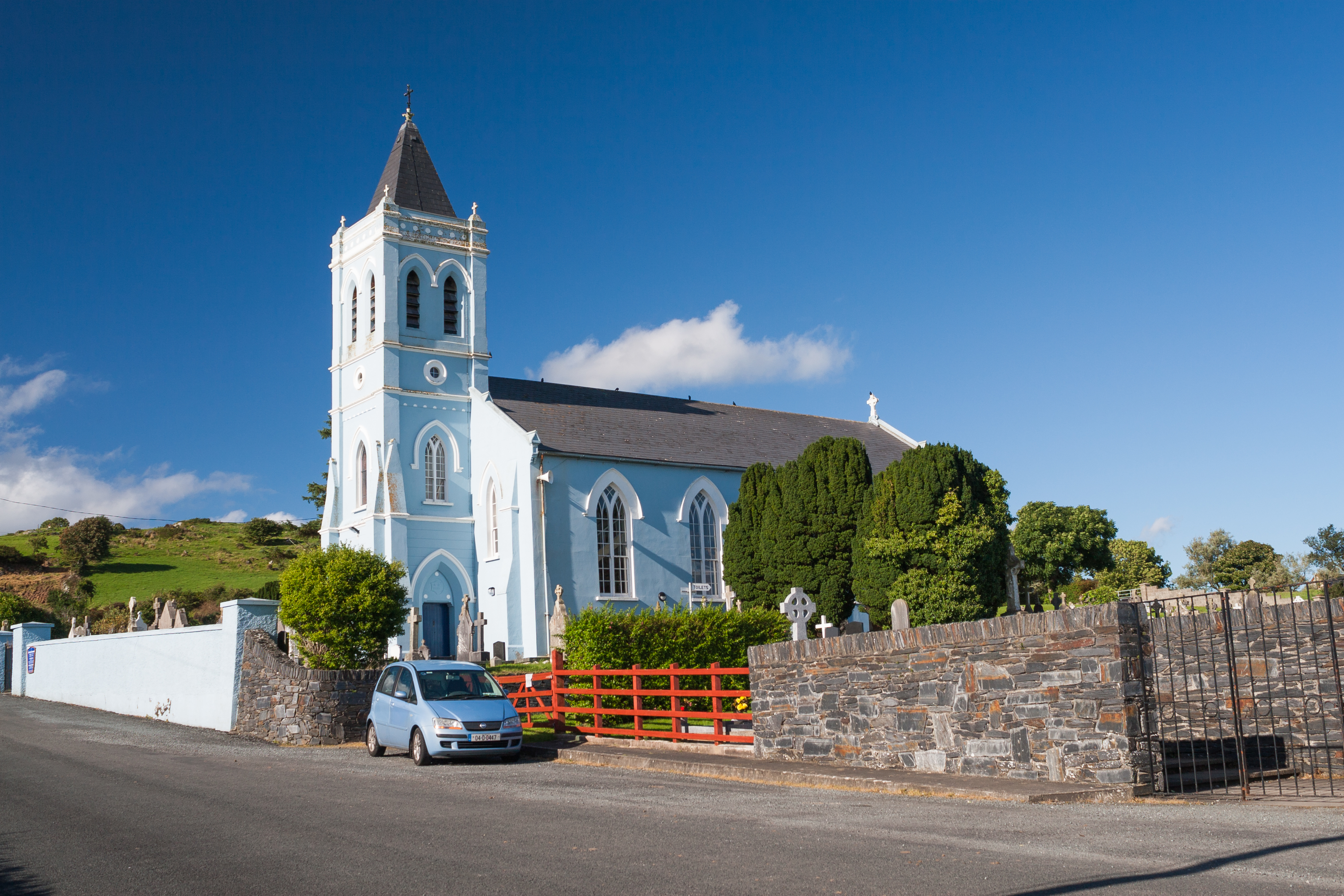
Marienkirche
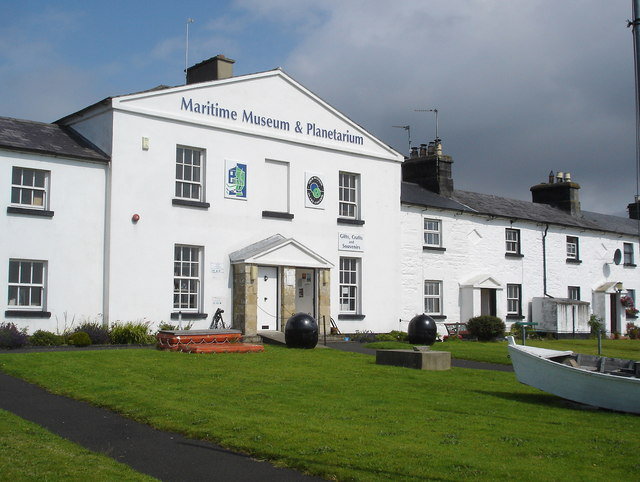
Maritimmuseum

## Persönlichkeiten
- Brian Friel (1929–2015), Dramatiker